# Don Turnbull
Donald Paterson «Don» Turnbull (Cottesloe, Perth, 28 de maig de 1909 − 30 de gener de 1994) fou un jugador tennis australià.
En el seu palmarès destaquen dos títols de dobles masculins en torneigs de Grand Slam, en un total de cinc finals disputades, i ambdós de l'Australian Championships. També va disputar una final en dobles mixts i va formar part de l'equip australià de Copa Davis.
La seva filla Wendy Turnbull també va destacar en el circuit femení amb diversos títols de Grand Slam en dobles i, a diferència del seu pare, va aconseguir disputar diverses finals de Grand Slam individuals.

## Torneigs de Grand Slam

### Dobles masculins: 5 (2−3)
| Resultat  | Núm. | Any  | Campionat                    | Parella        | Oponents                     | Marcador                |
| --------- | ---- | ---- | ---------------------------- | -------------- | ---------------------------- | ----------------------- |
| Finalista | 1.   | 1934 | Australian Championships     | Adrian Quist   | Pat Hughes Fred Perry        | 8−6, 3−6, 4−6, 6−3, 3−6 |
| Finalista | 2.   | 1935 | Internationaux de France     | Vivian McGrath | Jack Crawford Adrian Quist   | 1−6, 4−6, 2−6           |
| Guanyador | 1.   | 1936 | Australian Championships     | Adrian Quist   | Jack Crawford Vivian McGrath | 6−8, 6−2, 6−1, 3−6, 6−2 |
| Guanyador | 2.   | 1937 | Australian Championships (2) | Adrian Quist   | John Bromwich Jack Harper    | 6−2, 9−7, 1−6, 6−8, 6−4 |
| Finalista | 3.   | 1939 | Australian Championships (2) | Colin Long     | John Bromwich Adrian Quist   | 4−6, 5−7, 2−6           |

### Dobles mixts: 1 (0−1)
| Resultat  | Núm. | Any  | Campionat                | Parella           | Oponents                      | Marcador      |
| --------- | ---- | ---- | ------------------------ | ----------------- | ----------------------------- | ------------- |
| Finalista | 1.   | 1937 | Australian Championships | Dorothy Stevenson | Harry Hopman Nell Hall Hopman | 6−3, 3−6, 2−6 |